# Lubowiszte
Lubowiszte (bułg. Любовище) – wieś w Bułgarii, w obwodzie Błagojewgrad, w gminie Sandanski. Według Ujednoliconego Systemu Ewidencji Ludności oraz Usług Administracyjnych dla Ludności, 15 marca 2016 roku miejscowość zamieszkuje 21 mieszkańców.